# Сейсмоусиление
Сейсмоусиление — это повышение сейсмической устойчивости существующих конструкций к усилиям, производимым подземными толчками. Сейсмоусиление зданий и сооружений применяется как для предупреждения разрушений, так и для восстановления объектов после случившихся землетрясений. Технология используется в регионах с высоким уровнем сейсмической активности, таких как Северный Кавказ, Камчатка, Сахалин, Краснодарский край и пр.
Сейсмоусиление с применением углеродных композитных материалов позволяет повысить изначальную сейсмостойкость конструкции на 2-3 балла, что обеспечит зданию возможность перенести землетрясения в 7,8 и 9 баллов. Данный метод повышения сейсмостойкости позволяет возводить любые конструкции в сейсмоопасных регионах, что значительно расширяет архитектурные и проектировочные возможности при создании зданий и сооружений.

## Выбор метода усиления
Выбирая способ сейсмического усиления конструкции, необходимо руководствоваться общими принципами проектирования объектов в сейсмических районах. Усилия в несущих строительных конструкциях определяются на основании расчетов зданий на действие расчетных сейсмических нагрузок в соответствии с требованиями СНиП П-7-81* и с использованием специализированных компьютерных расчетных программ.
При расчете схемы здания важно обращать внимание на текущее состояние узлов опирания и сопряжения элементов конструкций, на наличие и состояние связей, которые отвечают за пространственную жесткость сооружения и его несущих конструкций.
Недостаточная сейсмостойкость конструкций выявляется с помощью расчетов. Если обнаружена недостаточная несущая способность элементов здания, производится разработка технических решений по их усилению или вводу дополнительных элементов, принимающих часть горизонтальной и динамической нагрузки. Сейсмоусиление с применением железобетона и металла может существенно изменить расчетную схему здания, его внешний и внутренний облик. Углеродные материалы для внешнего армирования способны так же эффективно распределить усилия в элементах конструкции, без изменения объемно-пространственной модели здания и без влияния на эстетический облик здания.

## Способы сейсмоусиления каменных и кирпичных зданий
В каменных и кирпичных зданиях в сейсмоусилении нуждаются следующие типы несущих конструкций и элементов узлов:
- простенки и стены, в том числе и междуоконные перемычки;
- места сопряжения продольных и поперечных стен;
- связи между стенами и перекрытиями;
- фронтоны и прочие выступы на стенах;
- места сопряжения антисейсмических поясов и перекрытий.

Сейсмостойкость кирпичных и каменных строений повышается с помощью увеличения несущей способности элементов без изменения расчетной схемы или методом введения дополнительных элементов, которые принимают на себя часть сейсмических усилий. В качестве таких методов выступают:
- металлические или железобетонные обоймы «рубашки», для повышения несущей способности.
- Шпренгели, связи жесткости, для обеспечения пространственной жесткости здания;
- одно или двунаправленное внешнее армированные углеродными композитными материалам, позволяет и повысить несущую способность и обеспечить необходимую горизонтальную жесткость;

Сейсмоусиление надземных конструкций, с применением классических методов, таких как металлоконструкции и железобетонные обоймы, увеличивает вертикальные нагрузки, что приводит к необходимости укрепления фундамента.
Углеродные материалы практически невесомы, не утяжеляют существующие конструкции

### Сейсмоусиление фронтонов
Фронтоны, входящие в состав зданий с железобетонными сборными или деревянными перекрытиями, усиливаются стальным профнастилом, металлическими или углеродными элементами. Иногда применяются двусторонние железобетонные рубашки. Способ сейсмоусиления фронтонов зависит от способа, используемого для сейсмоусиления стен здания.

### Сейсмоусиление стен и простенков профилированным настилом
Сейсмоусиление стальным профнастилом используется для наружных стен из кирпича или мелких штучных каменных блоков. В данном случае профилированный настил выполняет функции несъемной опалубки и внешнего армирования.
В зависимости от результатов расчета профнастил может крепиться как по всей поверхности стен, так и только по простенкам.

### Сейсмоусиление стен и простенков железобетонными «рубашками»
Для сейсмоусиления стен рекомендуется использовать односторонние или двусторонние железобетонные или растворные армированные «рубашки», выполненные по методу торкретирования. Торкретирование по сетке повышает несущую способность и жесткость несущих конструкций до расчетного уровня сейсмостойкости.
Сетки усиления, установленные по обеим сторонам стены, соединяются друг с другом c помощью поперечных связевых стержней, проходящих сквозь просверленные в стенах отверстия.
Простенки и подоконные участки усиливаются также растворными армированными «рубашками», железобетонными или металлическими обоймами. Усиливающие элементы размещаются как на отдельных простенках, так и непрерывно по высоте нескольких этажей.

### Сейсмоусиление простенков металлическими обоймами
В качестве материала для металлических обойм используется полосовая, угловая или круглая сталь. Для сейсмоусиления простенков применяются обоймы, сочетающие жесткие уголковые элементы и плоские сварные арматурные сетки. Для увеличения жесткости дисков перекрытий применяются напрягаемые горизонтальные и вертикальные пояса.

### Сейсмоусиление каркасных зданий
Для увеличения сейсмостойкости каркасных зданий используются два метода:
- поэлементное усиление несущих конструкций;
- полное усиление здания.

Метод поэлементного усиления отдельных конструкций заключается в укреплении колонн, ригелей, дисков перекрытий и пр. с помощью рубашке, металлических и железобетонных обойм.
Метод полного усиления зданий предполагает введение дополнительных элементов: диафрагм жесткости, крестовых связей, порталов из железобетона и металла. Также расчетные сейсмические нагрузки уменьшаются с помощью снижения массы здания путем замены некоторых элементов конструкции:
- тяжелого утеплителя на легкий и эффективный;
- железобетонных плит покрытия и подвесного потолка на стальной профнастил;
- демонтаж верхних этажей.

### Сейсмоусиление с помощью системы внешнего армирования из композитных материалов
Зоны конструкции, подверженные большим нагрузкам на сжатие, растяжение и изгибающий момент, могут быть усилены углеродными (композитными) материалами. Углеродные материалы (ленты, ламели, сетки и пр.) изготавливаются из углеволокна, состоящего из тонких нитей диаметром от 5 до 15 микрометров, которые образованы атомами углерода.
По сравнению с обычными материалами, используемыми для сейсмоусиления, углеленты обладают экстремально высокой прочностью, сопротивляемостью «усталости», высоким модулем упругости и химической стойкостью.
Применение системы внешнего армирования композитными материалами уменьшает сейсмонагрузку в 1,5-4 раза в зависимости от типа конструкции и условий площадки. Сейсмоусиление углелентами повышает сейсмостойкость существующих зданий и сооружений на 2-3 балла.
Принцип сейсмоусиления углеволокном заключается в наклеивании с помощью эпоксидного клея на поверхность несущих конструкций высокопрочных холстов, ламинатов или сеток. Также углеленты крепятся к:
- изгибаемым конструкциям в растянутых зонах;
- приопорным участкам в зоне действия поперечных сил;
- сжатым и внецентренно сжатым элементам.

В отличие от перечисленных выше методов сейсмоусиления внешнее армирование углеволокном имеет несколько преимуществ:
- сокращение временных и трудовых затрат при выполнении работ;
- возможность выполнять сейсмоусиление без остановки функционирования объектов;
- не требует применения специальной техники;
- не дает дополнительной нагрузки на фундамент здания и сохраняет в неизменном виде объемно-планировочные решения.

Повышение сейсмостойкости композитными материалами снижает сейсмическую реакцию во время землетрясений, что предотвращает обрушение строений. Также обеспечивается бесперебойная подача электроэнергии, функционирование водопровода, устройство пожаротушения и других коммуникаций. Система внешнего армирования углеродными материалами повышает срок службы несущих конструкций здания на 50 лет.
Сейсмоусиление композитными материалами дает свободу выбора планировочного и конструктивного решения здания, а также возможность сохранения существующего архитектурного облика.